# 비디오 게임 봇
비디오 게임 봇(Bot)이란 비디오 게임에서 특히 1인칭 슈팅 게임에서 사람이 아닌 인공지능 플레이어를 일컫는 말이다.
비디오 게임에서 봇은 인간을 대신해 비디오 게임을 플레이하는 일종의 인공 지능(AI) 기반 전문가 시스템 소프트웨어이다. 봇은 다양한 작업을 위해 다양한 비디오 게임 장르에서 사용된다. 1인칭 슈팅 게임(FPS)용으로 작성된 봇은 MMORPG(대규모 멀티플레이어 온라인 롤 플레잉 게임)용으로 작성된 봇과 매우 다르게 작동한다. 전자는 지도 분석과 기본 전략까지 포함할 수 있다. 후자는 농업과 같은 반복적이고 지루한 작업을 자동화하는 데 사용될 수 있다.
1인칭 슈팅 게임용으로 작성된 봇은 일반적으로 인간이 게임을 플레이하는 방식을 모방하려고 한다. 컴퓨터 제어 봇은 인터넷, LAN 또는 로컬 세션에서 다른 봇 및 인간 플레이어와 일제히 플레이할 수 있다. 봇의 기능과 인텔리전스는 특히 커뮤니티에서 만든 콘텐츠의 경우 크게 다를 수 있다. 고급 봇은 상대의 패턴에 대한 동적 학습과 이전에 알려지지 않은 맵의 동적 학습을 위한 기계 학습 기능을 제공한다. 반면 더 사소한 봇은 개발자가 각 맵에 대해 생성한 웨이포인트 목록에 전적으로 의존할 수 있으므로 봇이 맵만 재생하도록 제한한다.
봇을 사용하는 것은 일반적으로 현재 MMORPG(대규모 멀티플레이어 온라인 롤 플레잉 게임)의 규칙에 위배되지만 상당수의 플레이어가 여전히 룬스케이프(RuneScape)와 같은 게임에 MMORPG 봇을 사용한다.
MUD 플레이어는 힘든 작업을 자동화하기 위해 봇을 실행할 수 있으며, 이는 때때로 게임 플레이의 대부분을 구성할 수 있다. 대부분의 MUD에서 금지된 관행이지만, 봇이 플레이어 캐릭터 봇을 위해 경험과 같은 리소스를 축적하는 동안 플레이어가 시간을 절약할 수 있는 인센티브가 있다.

## 같이 보기
- 논플레이어 캐릭터
- 포드 봇
- 리퍼 봇
- IRC 봇
- 체터봇